# Palmar de Guadalupe
Palmar de Guadalupe är en ort i kommunen Malinalco i delstaten Mexiko i Mexiko. Samhället hade 746 invånare vid folkräkningen år 2020.